# Ланде, Жан-Батист
Жан-Бати́ст Ланде́ (фр. Jean-Baptiste Landé; ум. 9 марта [26 февраля] 1748 года, Санкт-Петербург) — французский танцовщик, балетмейстер, педагог, приехавший в Россию в 1730-х годах. Основоположник русского хореографического искусства.

## Биография
Дата рождения неизвестна, вероятно, родился в 1670-е годы, предположительно, в Бордо. 4 мая 1697 года дал клятву балетмейстера в Бордо.
Выступал в Париже, Дрездене, Копенгагене. Служил учителем танцев при шведском дворе, а с 1723 года руководил французским балетом в Стокгольме. Начиная с 1730-х годов работал в Российской империи.
Обучал бальным танцам придворных императрицы Анны Иоанновны. С 1734 года также преподавал танцы в Шляхетском кадетском корпусе. В 1736 году представил при дворе дивертисмент в опере Франческо Арайи «Сила любви и ненависти» (хореография Фоссано). Балетные спектакли в исполнении кадетов имели успех, но по завершении курса они покидали корпус.
В конце 1737 года Ланде подал записку, в которой предлагал создать постоянную труппу из детей крестьян, и вскоре был принят на придворную службу «для обучения танцеванию театральному» русских учеников. Придворная танцевальная школа — «Танцо́вальная Ея Императорского Величества школа», ставшая впоследствии Императорским театральным училищем (ныне — Академия русского балета им. А. Я. Вагановой) была основана в Санкт-Петербурге 4 мая 1738 года:24-29.
Школа находилась в Старом Зимнем дворце (в конце XVIII столетия именно здесь был выстроен Эрмитажный театр) и имела трёхлетний курс обучения. Учениками Жан-Батиста Ланде были первые русские артисты балета Н. Чоглоков, Н. Берилова, Т. Бубликов, А. Топорков, И. Шатилов, Н. Тулубеев, С. Челышкин, А. Самарин, А. Стрельникова, А. Сергеева, А. Тимофеева, Е. Зорина, А. Нестеров, а также француз Т. Лебрен (Фома Лебрун). Нестеров и Лебрун впоследствии сами помогали Ланде в преподавании.
В 1742 году ученики Ланде принимали участие в коронационных торжествах по случаю восшествия на престол императрицы Елизаветы, исполнив балеты Фоссано «Золотое яблоко на пиру у богов и суд Париса» и «Радость народов по поводу появления Астреи на русском горизонте и восстановления золотого времени». После прибытия в 1744 году в Россию принцессы Софии Фредерики Августы Ангальт-Цербстской — будущей императрицы Екатерины II Великой — преподавал ей танцы.
Жан-Батист Ланде скончался 9 марта (26 февраля) 1748 года в Санкт-Петербурге.